# Антонец, Александр Иванович
Александр Иванович Антонец — военный специалист в области разработки космических систем наблюдения, лауреат Государственной премии РФ (1999).
Родился 07.07.1947 в Москве.
Окончил курс военной подготовки при МВТУ им. Н. Э. Баумана (1970) и очную адъюнктуру при 45 ЦНИИ МО (1981).
С марта 1971 г. на военной службе, инженер отделения ракетного полка.
С 1974 инженер отдела, с 1977 г. младший научный сотрудник, старший научный сотрудник, заместитель начальника отдела, начальник отдела, заместитель начальника управления, с 1997 г. начальник управления 45 СНИИ (ЦНИИ) МО. Полковник (1989).
С 1998 ведущий научный сотрудник 4 ЦНИИ.
С июля 1999 в запасе, работал ведущим научным сотрудником, заместителем начальника отдела ЦНИИ «Комета» (ФГУП "ЦНИИ «Комета»), г. Москва.
Участвовал в создании космического сегмента СПРН, глобальной космической системы наблюдения на всех стадиях ее разработки. Предложил новые способы оценки характеристик наведения бортовой аппаратуры обнаружения и точностных характеристик системы ориентации и стабилизации, основанные на использовании ориентиров в поле зрения бортовой аппаратуры обнаружения.
Кандидат технических наук (1983), старший научный сотрудник (1988).
Автор более 100 научных трудов, получил 17 авторских свидетельств на изобретения и патентов.
Лауреат Государственной премии РФ (1999, в составе коллектива) — за разработку, создание, испытание и внедрение космической системы раннего обнаружения стартов баллистических ракет с континентов, морей и океанов.
Награждён орденом «За военные заслуги» (1998) и медалями.